# Chlorogomphus usudai
Chlorogomphus usudai is een echte libel (Anisoptera) uit de familie van de Chlorogomphidae.
De wetenschappelijke naam van de soort werd in 1996 gepubliceerd door Ishida.